# Alberto García Aspe
Alberto García Aspe (* 11. Mai 1967 in Mexiko-Stadt) war einer der berühmtesten mexikanischen Fußballspieler seiner Zeit. Seine Stammposition befand sich im Mittelfeld. 

## Leben
1984 startete Alberto García Aspe seine Karriere bei UNAM Pumas, wo er bis 1991 blieb. Anschließend spielte er für den Club Necaxa, bei dem er zunächst bis 1995 und nach einem kurzen Gastspiel bei River Plate noch bis 1997 unter Vertrag stand. Danach spielte er zwischen 1997 und 1999 für den Club América und ließ seine aktive Laufbahn zwischen 1999 und 2002 beim Club Puebla ausklingen. 
Sein Debüt im Dress der mexikanischen Nationalmannschaft gab García Aspe am 26. April 1988 in einem Freundschaftsspiel gegen Honduras, das mit 4:1 gewonnen wurde. Sein 127. und letzter Länderspieleinsatz fand am 17. Juni 2002 im Achtelfinale der Fußball-Weltmeisterschaft 2002 bei der 0:2-Niederlage gegen die USA statt. 
García Aspe kam bei den Fußball-Weltmeisterschaften 1994, 1998 und 2002 zum Einsatz.
Gegenwärtig ist Alberto García Aspe als Kommentator bei Televisa, einem mexikanischen Fernsehsender, tätig.

## Erfolge

### Verein
- Mexikanischer Meister: 1990/91, 1994/95, 1995/96

### Persönlich
- Bester Nachwuchsspieler Mexikos: 1984/85